# Андерсон (Південна Дакота)
Андерсон (англ. Anderson) — переписна місцевість (CDP) в США, в окрузі Міннігага штату Південна Дакота. Населення — 388 осіб (2020).

## Географія
Андерсон розташований за координатами 43°31′20″ пн. ш. 96°37′0″ зх. д. / 43.52222° пн. ш. 96.61667° зх. д. (43.522254, -96.616701).  За даними Бюро перепису населення США в 2010 році переписна місцевість мала площу 2,55 км², з яких 2,54 км² — суходіл та 0,02 км² — водойми.

## Демографія
Згідно з переписом 2010 року, у переписній місцевості мешкала 371 особа в 132 домогосподарствах у складі 114 родин. Густота населення становила 145 осіб/км².  Було 135 помешкань (53/км²).
Расовий склад населення:
| - 98,7 % — білих - 0,8 % — азіатів |

До двох чи більше рас належало 0,5 %. Частка іспаномовних становила 0,5 % від усіх жителів.
За віковим діапазоном населення розподілялося таким чином: 28,0 % — особи молодші 18 років, 63,1 % — особи у віці 18—64 років, 8,9 % — особи у віці 65 років та старші. Медіана віку мешканця становила 43,9 року. На 100 осіб жіночої статі у переписній місцевості припадало 99,5 чоловіків;  на 100 жінок у віці від 18 років та старших — 105,4 чоловіків також старших 18 років.
Середній дохід на одне домашнє господарство  становив 86 003 долари США (медіана — 80 250), а середній дохід на одну сім'ю — 89 588 доларів (медіана — 81 750). За межею бідності перебувало 4,6 % осіб, у тому числі 0,0 % дітей у віці до 18 років та 40,5 % осіб у віці 65 років та старших.
Цивільне працевлаштоване населення становило 213 осіб. Основні галузі зайнятості: фінанси, страхування та нерухомість — 21,6 %, освіта, охорона здоров'я та соціальна допомога — 17,4 %, будівництво — 16,9 %.